# София Магдалена фон Насау-Хадамар
София Магдалена фон Насау-Хадамар (на немски: Sofie/Sofia Magdalena von Nassau-Hadamar; * 16 февруари 1622, Хадамар; † 28 юни 1658, Диленбург) е графиня от Насау-Хадамар и чрез женитба княгиня на Насау-Диленбург.

## Биография
Тя е дъщеря на граф (от 1650 г. княз) Йохан Лудвиг фон Насау-Хадамар (1590 – 1653) и съпругата му графиня Урсула фон Липе-Детмолд (1598 – 1638), дъщеря на граф Симон VI фон Липе (1554 – 1613) и графиня Елизабет фон Холщайн-Шаумбург (1566 – 1638).
София Магдалена фон Насау-Хадамар умира на 28 юни 1622 г. в Диленбург на 36 години и е погребана там.

## Фамилия
София Магдалена фон Насау-Хадамар се омъжва на 25 септември 1656 г. в Хадамар за княз Лудвиг Хайнрих фон Насау-Диленбург (1594 – 1662). Тя е третата му съпруга. Те имат децата:
- Август (* 8 юли 1657, Диленбург; † 28 декември 1680, Диленбург)
- Карл (* 27 юни 1658, Диленбург; † 4/14 февруари 1659, Диленбург)
- Лудвиг (*/† 27 юни 1658, Диленбург)